# NGC 2340
NGC 2340 je galaksija u zviježđu Risu.

## Vanjske poveznice
- SEDS: NGC 2340